# Pierre-François Fernand Delannoy
Ne doit pas être confondu avec Pierre-François Delannoy.
Pour les articles homonymes, voir Delannoy.
Pierre-François Fernand Delannoy, né le 6 avril 1897  dans le 19e arrondissement de Paris et mort le 22 janvier 1950 au Plessis-Trévise, est un statuaire et architecte décorateur français.

## Biographie
Élève de Jean-Antoine Injalbert, Pierre-François Fernand Delannoy expose au Salon des artistes français dont il est sociétaire dès 1919 ainsi qu'au Salon d'automne en 1920 et à la Galerie Magellan en 1922.

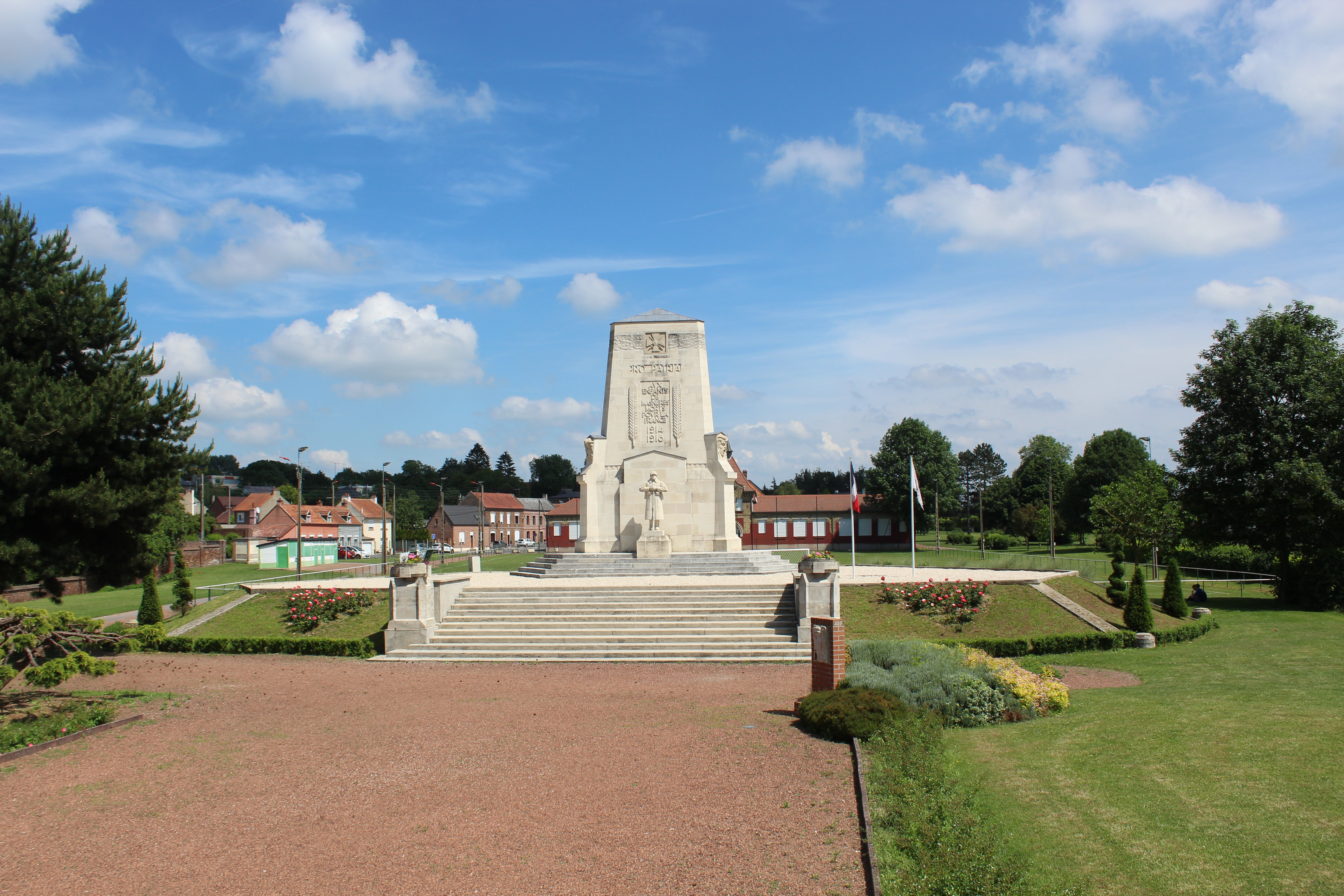
Monument aux morts de Masnières par Pierre-François Fernand Delannoy

On lui doit des Monuments aux morts (Masnières) et des sculptures statuaires décoratives pour l'hôtel de ville de Cambrai.

## Œuvres[3]
- Folie de printemps
- Vertige
- Tête de Silène
- Tête de satyre
- Chasteté